# واتلینگتون، آکسفوردشر
latitudeواتلینگتون، آکسفوردشرlongitudeواتلینگتون، آکسفوردشر
واتلینگتون، آکسفوردشر (به انگلیسی: Watlington, Oxfordshire) یک شهرک و شهر بازاری در بریتانیا است که در انگلستان واقع شده‌است.

## خصوصیات
واتلینگتون ۲٬۴۰۳ نفر جمعیت دارد.